# Marc Michon
 (juin 2025).
Motif : Sources primaires. Quel est le critère de notoriété rempli ?
- Archive Wikiwix
- Bing
- Cairn
- DuckDuckGo
- E. Universalis
- Gallica
- Google
- G. Books
- G. News
- G. Scholar
- Persée
- Qwant
- (zh) Baidu
- (ru) Yandex
- (wd) trouver des œuvres sur Wikidata

| 1. | Préciser le motif de la pose du bandeau. | Précisez le motif de la pose du bandeau en utilisant la syntaxe suivante : {{admissibilité à vérifier\|date=juillet 2025\|motif=remplacez ce texte par le motif}}                |
| 2. | Informer les utilisateurs concernés.     | Pensez à avertir le créateur de l'article, par exemple, en insérant le code ci-dessous sur sa page de discussion : {{subst:avertissement admissibilité à vérifier\|Marc Michon}} |

Marc Alphonse René Michon, né à Bélâbre dans l'Indre le 4 juin 1893 et mort à Vatan dans l'Indre le 27 septembre 1982, est un militaire et écrivain français.

## Biographie
Militaire de carrière, le colonel Marc Michon a écrit une dizaine de romans pour la jeunesse, ainsi que des livres sur les oiseaux sous le pseudonyme de Jean-Dominique Saint-Hilaire. 
Marc Michon passe son enfance à Buxière d’Aillac ; il suit les cours à l’école de Niherne puis au lycée Jean Giraudoux de Châteauroux. Il est le fils d'Eugène Michon, instituteur et maire de Niherne, et le grand-père de l'écrivain français Nicolas Bouchard.
Il s'engage en 1912, après son baccalauréat, comme soldat de 2e classe au 90e RI. Il sera blessé à la tête, le 24 mai 1915, par un éclat d'obus, alors au 290e RI. Après une affectation au 4e Zouaves, il est promu lieutenant à titre définitif en 1917 et passe au 8e Zouaves en 1918. À la suite de nombreux ennuis de santé, il fait valoir ses droits à la retraite en 1930 avec le grade de capitaine. 
Il se marie avec Marie Pauline Eugénie Joséphine Maréchal le 27 décembre 1917. Le couple aura deux enfants, Jacqueline et Colette.
Au milieu des années 1930, il reprend les Éditions Mornay, spécialisées dans l'édition d'art qui périclitaient victime de la crise. Il en devient l'administrateur délégué tandis que Valère Bachmann en devient le directeur. La mort de Valère Bachmann, tué au combat en 1940, met un terme à cette aventure malgré de beaux succès comme la publication de Les bâtisseurs de ponts de Rudyard Kipling, illustré par Deluermoz.
Pendant la Seconde Guerre mondiale, il trouve refuge avec sa famille à Guéret, dans la Creuse. C'est là que Marc Michon est arrêté par la Milice, avec 87 autres otages, avant d'être interné à la prison de Limoges.

## Décorations
- Chevalier de la Légion d’honneur (16 juin 1920)
- Croix de guerre 1914-1918 (5 citations : 2 étoiles de bronze, 1 étoile d’argent, 1 étoile vermeil, 1 palme)
- Croix de guerre 1939-1945 (1 citation)
- Médaille de Verdun